# Shin (banda)
Shin (chino tradicional: 信乐团; chino simplificado: 信乐团, pinyin: yuètuán Xin) es un grupo musical taiwanés de género rock que inició su debut en 2002. El nombre proviene de su exvocalista, Shin (苏 见 信). Otros miembros son el guitarrista Chris (孙志 群), el bajista Max (刘晓华), el teclista Tomi (傅超华), y el baterista Michael (黄 迈可). La banda tiene seguidores en China continental, Hong Kong y entre países chinos de ultramar. Entre sus canciones más conocidas incluyen 死 了 都要 爱, 歌 离, 海阔天空, Una Noche en 北京, 一了百了, 天亮 以后 说 分手, 天高地厚.
El 20 de marzo de 2007, el vocalista, Shin, dejó la banda y oficialmente se lanzó como solista. Los restantes del miembro de la banda se encuentra en proceso de búsqueda de un nuevo vocalista. A principios de 2010, se hizo oficial que 刘文杰 sería el nuevo vocalista de Shin.

## Discografía de Shin
| Año           | Nombre del Álbum                                        |
| ------------- | ------------------------------------------------------- |
| May 2002      | Shin (信樂團同名專輯)                                   |
| April 2003    | Tian Gao Di Hou (天高地厚)                              |
| February 2004 | Hai Kuo Tian Kong (海闊天空)                            |
| December 2004 | Tiao Xin (挑信)                                         |
| April 2006    | One Night @ Mars Concert Live(One Night@火星演唱會Live) |

## Miembros de la banda
- Shin 信 (苏 见 信) - vocalista
- Chris (孙志 群) - Guitarra
- Max (刘晓华) - Guitarra Bajo
- Tomi (傅超华) - Teclado
- Michael (黄 迈可) - batería

- Datos: Q708634